# 東京湾要塞
東京湾要塞（とうきょうわんようさい）とは、大日本帝国の首都東京の入り口である東京湾周辺の防衛を目的に設置された要塞。三浦半島および房総半島に設置された32の砲台と海堡（人工島）で構成され、これらの施設を総称して東京湾要塞と呼ぶ。管理は陸軍の東京湾要塞司令部が行い、太平洋戦争時は第12方面軍隷下の東京湾兵団に属していた。明治時代に建設が始まり、逐次設備を増強しつつ太平洋戦争の終了時まで運用されたが、沿岸砲から敵の艦船や上陸部隊を砲撃することはついになかった。
戦後、跡地は民間に払い下げられるなどしたが、千代ケ崎砲台跡（神奈川県横須賀市）の一部は海上自衛隊が通信施設として2013年（平成25年）まで使用した。

## 概要
欧米列強の船舶が日本列島周辺に出没するようになった江戸時代後期に海防論が高まり、江戸幕府は幕末、江戸前面に砲台（品川台場）整備に着手した。
明治政府は国防強化を引き継ぎ、1880年（明治13年）、東京湾に侵入する敵艦艇を撃退し、東京など湾岸各地および横須賀軍港を防衛する目的で、軍事施設群の建設を始めた。最初は清国北洋水師、次にロシア帝国海軍太平洋艦隊の来攻を想定しての施設であった。主要な設備は、千葉県館山市の洲崎から富津市の富津岬にかけての沿岸と、浦賀水道を囲む形で神奈川県三浦市の城ヶ島から横須賀市の夏島にかけての沿岸に建造された沿岸砲台、さらに3つの海堡からなる。運用期間は約60年にわたり、その間には日清戦争、日露戦争、太平洋戦争といった大規模な戦役があり継続的に設備の強化が行われたものの、一度も実戦を経験することなく太平洋戦争での終戦とともにその役目を終えた。現在では海堡を含む一部の砲台跡が残され、観光資源として活用されている。

## 歴史
東京湾要塞は1880年（明治13年）の観音崎砲台着工から建設が始まった。1894年（明治27年）の日清戦争勃発直前に「臨時東京湾守備隊司令部」が置かれ、翌1895年（明治28年）の要塞司令部条例発令と同時に「東京湾要塞司令部」が正式に発足。司令部は横須賀市上町に置かれた。東京湾で最も幅が狭い東京湾湾口部（富津岬・観音崎間）が防衛線とされ、日清戦争までには横須賀軍港周辺の8か所、観音崎・走水地区の15か所、富津岬の1か所、第一海堡の累計25か所の砲台が完成していた。ただし、日清戦争当時は未完成の設備が多い上に砲弾備蓄は少なく、十分な防衛態勢が整っていたわけではなかった。
日清戦争後には防御計画が策定されて要塞を構成する各砲台の役割が明確化され、砲弾の備蓄も進められた。日露戦争では宣戦布告前の奇襲に備え、東京湾要塞は1904年（明治37年）2月6日から戦闘態勢に移行した。同年7月にはロシア帝国海軍のウラジオストック艦隊が東京湾外で活動したこともあり厳重な臨戦態勢がとられるが、艦隊は東京湾に接近することなく帰投したためこれはほどなく解除されている。なお、旅順攻囲戦においては、東京湾要塞が持つ28サンチ榴弾砲のうち米が浜砲台より6門、箱崎高砲台より8門、他4門、弾薬が旅順へと送り込まれ、第二回旅順総攻撃以降ロシア軍陣地攻撃・旅順港砲撃に使用されている。
1923年（大正12年）9月1日に発生した関東大震災では要塞司令部の建物や各所の砲台・倉庫が被害を受けている。特に第二・第三海堡の被害は大きく、修復は困難と判断されて両海堡はそのまま除籍となった（第三海堡は完成した後、わずか2年で除籍となっている）。第一海堡は浅い海域に造成されていたため被害は少なく、震災後も運用が継続された。また、震災で通信設備が破壊されたことから要塞施設間の通信には伝書鳩が活用された（その後も鳩による通信は太平洋戦争終結まで利用され、要塞施設では通信線途絶時への備えとして伝書鳩を飼育していた）。復旧計画には被害を受けた砲台の復旧だけでなく新砲台の建設も織り込まれ、震災復旧としての要塞整備は1941年度（昭和16年度）まで続けられた。
昭和時代に入ると、軍縮によって廃艦となった海軍主力艦の大口径艦砲が海軍から無償で移管・設置されるようになる（「要塞砲塔加農砲 (日本軍)」も参照）。その中には戦艦や巡洋戦艦の主砲であった12インチ（30.5センチ）砲も含まれており、備砲の強化によって射程と威力が増大した。より幅の広い水域を防衛できることが可能になり、新たに三崎地区や房総半島先端部（洲崎、大房岬）に砲台が新設されている。これにより、東京湾要塞の防衛範囲は従来の東京湾湾口部（富津岬・観音崎間）から東京湾手前の浦賀水道に拡大し、さらには相模灘や相模湾も射程に収めるようになった。洲崎、大房岬、三崎地区からの射線、その奥の海堡、横須賀近辺からの射線を第二線とし、二段構えで東京湾の防衛が可能となったのである。
1941年（昭和16年）に太平洋戦争が開戦した後も東京湾に敵艦艇が侵入することはなく、東京湾要塞は戦闘を行っていない。しかし、1945年（昭和20年）に入り、アメリカ軍による反撃が激しさを増し戦線が次第に日本本土に近づくと、東京湾要塞でも本土決戦の準備が進められた。アメリカ軍艦艇の東京湾侵入を防ぐべく砲台の増設が行われている。また、東京湾に侵入する潜水艦を警戒し、防潜網や水中聴音機の設置および機雷敷設が行われた。しかし、実際には日本本土空襲の途次に東京湾海上に脱出した爆撃機搭乗員を救助するため、アメリカ潜水艦が度々東京湾に侵入していたとされる。
2015年3月10日、猿島砲台跡・千代ヶ崎砲台跡が「東京湾要塞跡」の名称で国の史跡に指定された。明治以降の軍事関連施設では初の指定になる。観光資源としての活用も行われており、猿島砲台跡は一般観光客も見学が可能であり、千代ヶ崎砲台跡は曜日限定で公開されている。第二海堡は安全上の理由から立ち入りが禁止されてきたが、2019年（令和元年）からは民間業者主催のツアーに参加することで上陸・見学が可能になった。

## 主要建築物

### 横須賀軍港周辺
- 夏島砲台
- 笹山砲台
- 箱崎砲台
- 波島砲台
- 米ヶ浜砲台
- 猿島砲台 - 国の史跡、土木学会選奨土木遺産[9]
- 第三海堡 - 神奈川県指定歴史資料[10]、横須賀市内に移設[11]

### 三浦半島

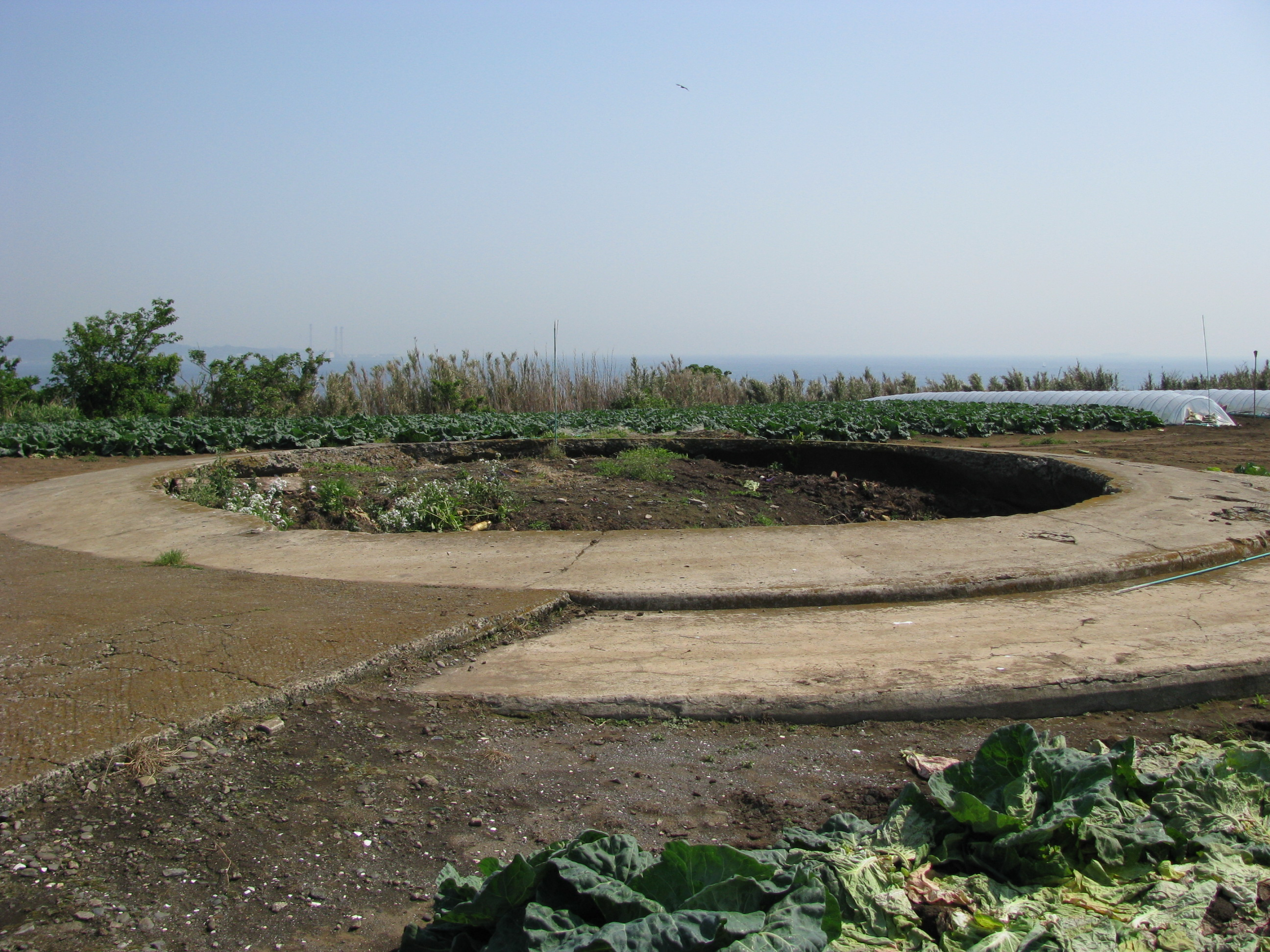
剣崎砲台跡（2010年5月2日）

- 城ヶ島砲台
- 千駄崎砲台
- 千代ヶ崎砲台 - 国の史跡
- 観音崎砲台
- 三崎砲台
- 剱崎砲台
- 衣笠弾薬本庫
- 大矢部弾庫

### 房総半島

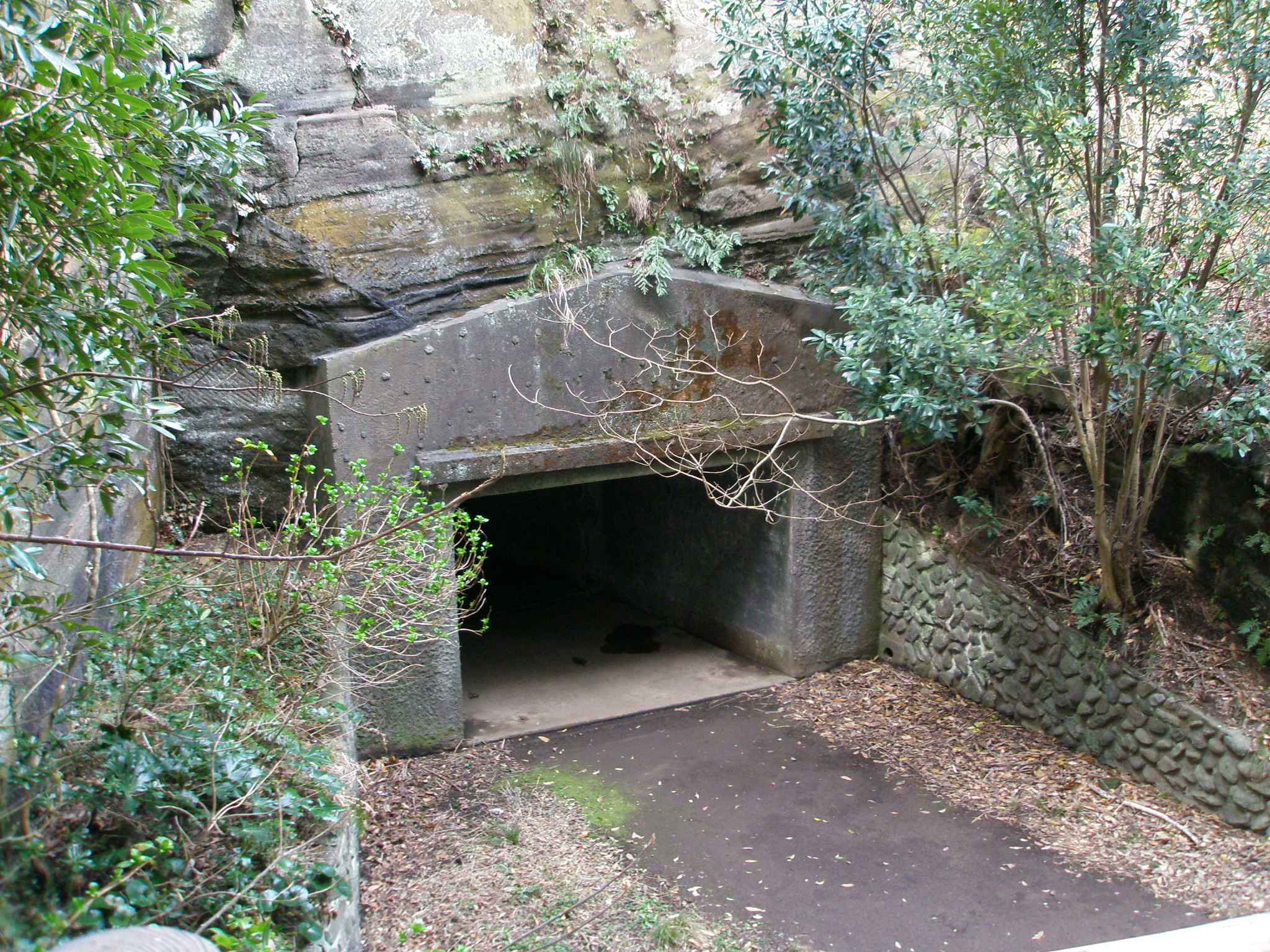
大房岬の探照灯格納庫跡（2007年3月6日）

- 第一海堡
- 第二海堡
- 富津元洲堡塁砲台
- 金谷砲台
- 大房岬砲台
- 洲崎第一砲台
- 洲崎第二砲台
- 館山海軍航空隊

### 東京湾海堡

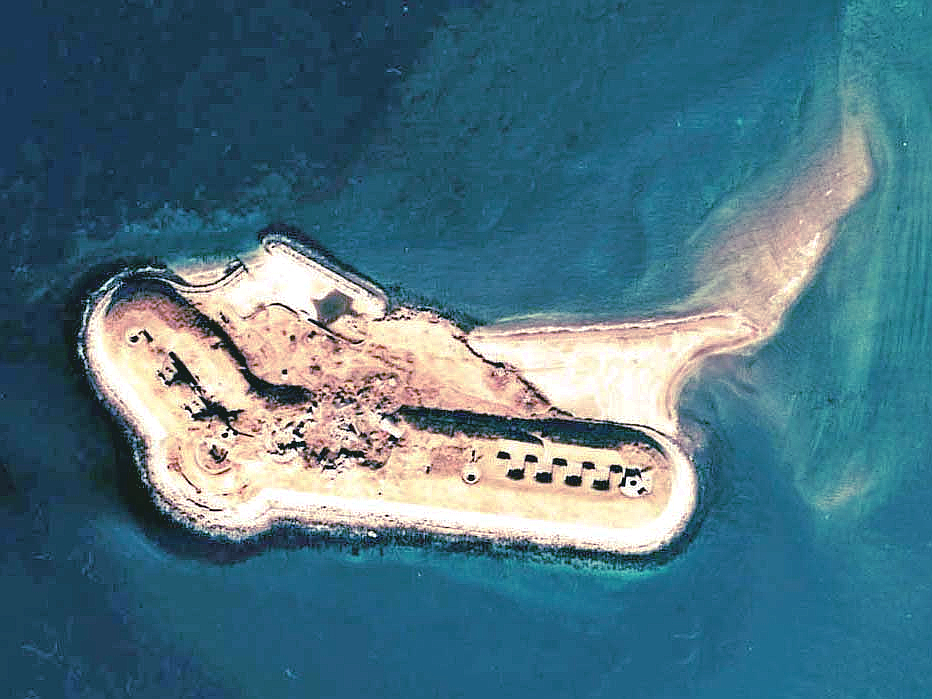
第一海堡の遺構（1974年撮影）

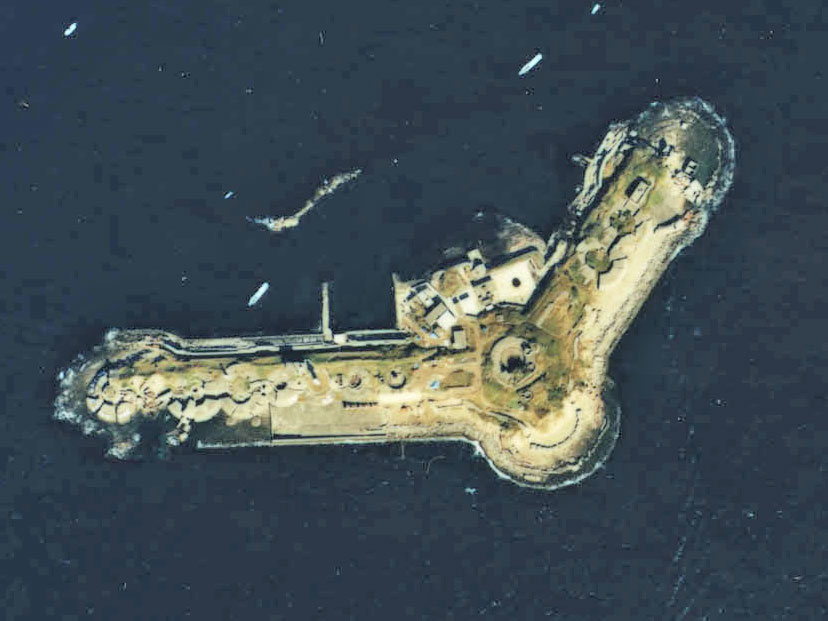
第二海堡の遺構（1988年撮影）

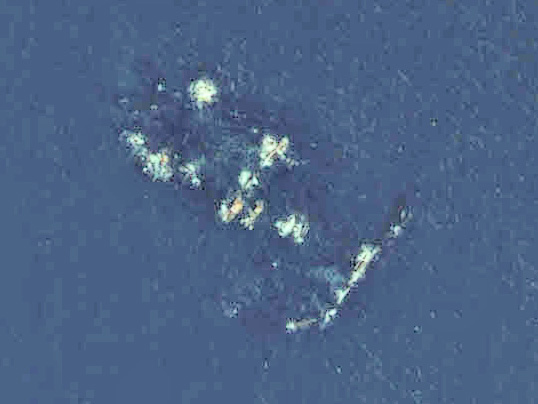
第三海堡の遺構（1983年撮影）

東京湾要塞の重要な設備として、東京湾入口の最挟部である富津岬と観音崎の間に造成された人工島「海堡」がある。海堡には砲台と砲台を運用するための設備が備えられ、浦賀水道の沿岸砲台を突破した敵艦艇を海上から砲撃する任務を持っていた。このため各海堡の備砲は横須賀側の猿島や走水の砲台と合わせて全体で浦賀水道全体を射程に納めるように配置され、沿岸砲台と協調して敵艦艇を左右と前から挟撃する態勢が取られていた。海堡は富津岬と観音崎を結ぶ線上に3か所建設され、富津岬に近い方から第一・第二・第三と番号が振られている。
海堡は、明治の中頃に建設が始まり30年にわたる海上工事と多大な工事費、及び犠牲者を出しつつ大正時代に完成を見て15センチカノン砲などが配備された。
しかしながら、難工事の末に第三海堡が完成した2年後の関東大震災によって第二･第三海堡が被災、復旧は困難との判断になり除籍され、第一海堡のみの運用となる。第三海堡は特に地震による被害が甚大で、4.8メートルも沈下し全体の三分の一が水没してしまい、その後も少しずつ侵食が進み暗礁となってしまう。
第三海堡は、東京湾の船舶航行において大きな支障が出てしまい、2000年12月から2007年8月にかけて撤去作業が行われた。第一・第二海堡は現存しているが、老朽化した第二海堡の護岸が地震で崩壊した場合に土砂が隣接する航路まで流出するおそれがあることから、第二海堡では護岸整備工事が行われている。また第二海堡には海上保安庁によって灯台が設置されている。
富津岬の千葉県立富津公園展望台からは、これら海堡周辺が一望にでき、浦賀水道を守る海堡の配置をうかがうことができる。

## 歴代司令官

### 臨時東京湾守備隊司令官
- 牧野毅少将：明治27年7月25日 - 明治27年8月13日 ※要塞砲兵監と兼務 [13]
- 大築尚志少将：明治27年8月13日 -

### 東京湾要塞司令官
- 黒田久孝少将：明治28年4月6日 - 明治29年5月10日
- 村井長寛少将：明治29年5月10日 - 明治30年4月8日
- 黒田久孝中将：明治30年4月8日 - 明治30年10月21日
- 勝田四方蔵少将：明治30年10月23日 - 明治32年3月13日 ※男爵、前職・後職共に下関要塞司令官。
- 塩屋方圀中将：明治32年3月13日 - 明治35年5月5日
- 鮫島重雄少将：明治35年5月5日 - 明治37年9月11日
- 福永宗之助少将：明治37年9月11日 - 明治38年3月3日
- 村井長寛中将：明治38年3月3日 - 明治38年4月6日死去
- 多田保房少将：明治38年4月6日 - 明治39年3月12日
- 伊地知幸介少将：明治39年4月16日 - 明治41年12月21日 ※前職は旅順要塞司令官。
- 内山小二郎少将：明治41年12月21日 - 明治42年1月14日
- 藤井茂太少将：明治42年1月14日 - 明治43年11月30日
- 隈元正次少将：明治43年11月30日 - 大正2年7月3日
- 松本鼎 中将：大正2年7月3日 - 大正3年5月11日
- 落合豊三郎中将：大正3年5月11日 - 大正3年6月2日
- 牧野淸人少将：大正3年6月2日 - 大正4年8月10日
- 宇宿行輔中将：大正4年8月10日 - 大正5年8月18日
- 武田三郎中将：大正5年8月18日 - 大正6年8月6日
- 成田正峰中将：大正6年8月6日 - 大正8年7月25日
- 矢野目孫一中将：大正8年7月25日 - 大正9年8月10日
- 岡野友次郎少将：大正9年8月10日 - 大正10年6月3日
- 長野準四郎少将：大正10年6月3日 - 大正11年8月15日
- 国司伍七中将：大正11年8月15日 - 大正12年8月6日
- 福原佳哉中将：大正12年8月6日 - 大正13年2月4日
- 佐藤小次郎中将：大正13年2月4日 - 大正13年12月15日
- 古賀啓太郎少将：大正13年12月15日 - 大正15年3月2日
- 林銑十郎中将：大正15年3月2日 - 昭和2年3月5日
- 二子石官太郎中将：昭和2年3月5日 - 昭和3年3月8日
- 烏谷章中将：昭和3年3月8日 - 昭和3年10月12日
- 斎藤恒中将：昭和3年11月20日 - 昭和4年8月1日
- 浅田良逸中将：昭和4年8月1日 - 昭和6年8月1日
- 秦真次中将：昭和6年8月1日 - 昭和6年10月3日
- 毛内靖胤中将：昭和6年10月3日 - 昭和7年4月11日
- 吉川三郎中将：昭和7年4月11日 - 昭和8年3月18日
- 筒井正雄中将：昭和8年3月18日 - 昭和8年9月17日死去
- 上村友兄中将：昭和8年9月22日 - 昭和9年8月1日
- 谷寿夫中将：昭和9年8月1日 - 昭和10年6月20日
- 弘岡好忠中将：昭和10年6月20日 - 昭和11年4月24日
- 鈴木元長中将：昭和11年4月24日 - 昭和12年3月1日
- 佐伯清一少将：昭和12年3月1日 - 昭和12年8月26日
- 安藤麟三少将：昭和12年8月26日 - 昭和13年9月12日
- 横山正雄中将：昭和13年9月12日 - ?
- 下村定少将：昭和13年9月23日 - 昭和15年8月1日
- 塩田定市中将：昭和15年8月1日 - 昭和15年12月20日
- 小林恒一少将：昭和15年12月26日 - 昭和18年6月10日
- 福栄真平中将：昭和18年6月10日 - 昭和19年6月21日 ※前職は第66独立歩兵団長。
- 大場四平中将：昭和19年6月21日 - 終戦